# آپر کانفرنس
آپر کانفرنس (به لاتین: Upper Conference) یک منطقهٔ مسکونی در گرنادا است که در Saint Andrew Parish, Grenada واقع شده‌است. آپر کانفرنس ۲ متر بالاتر از سطح دریا واقع شده‌است.